# Giovanni Carestini
Giovanni Carestini dit le petit Cusain (Cusanino ; né le 13 decèmbre 1700 à Monte Filottrano, près d’Ancône, dans les Marches - mort 1759 dans Bologna) est un chanteur castrat d’opéra italien du XVIIIe siècle.

## Biographie
Giovanni Carestini se forme à Milan, sous la protection de la famille Cusani, débute en 1721 comme soprano à Rome dans la Griselda d'Alessandro Scarlatti. 
Sa voix, initialement d'un soprano puissant et clair, se transforme en mezzo-soprano vers l’âge de 25 ans. Charles Burney le décrit comme un homme grand et beau, et loue ses qualités d'acteur.
Après une carrière italienne où il chante des opéras de Porpora, Vivaldi (Siroe, 1727) et Vinci (Artaserse, 1730) et Hasse (La Clemenza di Tito), et à la cour impériale à Vienne (1723-1724), il est au service de l’Électeur de Bavière Charles Albert en 1731, puis se fait engager à Londres par Haendel qui le préfère à Farinelli pour ses opéras au King’s Theatre. Il retourne à Londres en 1739, engagé par le théâtre de Haymarket.
Ses rôles les plus marquants furent celui de Teseo (Arianna in Creta, 1734), d'Ariodante (1735) et de Ruggiero (Alcina, 1735). 
On le retrouve ensuite au service de l’Électeur de Saxe (1747-1748), où il chante dans plusieurs opéras de Johann Adolph Hasse puis à la cour de Frédéric II de Prusse (1750-1754), enfin à la cour de Saint-Pétersbourg, à l'invitation de l'impératrice Elisabeth Petrovna, fille de Pierre Le Grand.
Hasse et Haendel le considéraient comme l'un des meilleurs chanteurs de leur époque, tant à cause de sa virtuosité que de son sens de l'élégance dans l'ornementation.